# The Advocate
Адвокат (енгл. The Advocate) је амерички часопис који првенствено покрива теме од интереса за ЛГБТ популацију. Излази једном месечно, а доступан је преко претплате. Часопис има и своју интернет-страницу. И у часопису и на интерент-страници нагласак је на вестима, политици, колумнама, као и уметности и забави интересантној ЛГБТ популацији. Часопис је основан 1967. и најстарија је ЛГБТ публикација у САД која још увек излази.

## Историја
Адвокат је први пут изашао као локални билтен активистичке групе Прајд (енгл. PRIDE (Personal Rights in Defense and Education)) из Лос Анђелеса. Билтен је био инспирисан полицијском рацијом у геј бару Црна мачка. Ричард Мич (користећи псеудоним Дик Мајклс) и Бил Рау (под псеудонимом Бил Ренд) су, у сарадњи са уметником Семом Винстоном, трансформисали билтен у новине назвавши их Лос Анђелес адвокат. Први број је изашао у септембру 1967. а у фебруару 1968, Мич и Рау платили су групи „Прајд“ један долар за добијање власништва над листом. Године 1969. новине су преименоване у „Адвокат“ и почеле су да се дистрибуирају широм САД. До 1974. часопис је имао тираж од 40.000 примерака по броју. Исте године часопис је откупио Дејвид Гудстајн, банкар из Сан Франциска, који га је трансформисао у новине које су покривале догађаје важне за ЛГБТ заједницу, као и уметност и културу. Након Гудстајнове смрти, часопис је поново трансформисан, те је престао објављивати сексуално експлицитне огласе. Од тада је променио неколико власника, а тренутно га издаје Here Media.